# Boquerón 2.ª Sección (El Barquillo)
Boquerón 2.ª Sección (El Barquillo) es una localidad del municipio de Centro ubicado en la subregión centro del estado mexicano de Tabasco.

## Geografía
La localidad de Boquerón 2.ª Sección (El Barquillo) se sitúa en las coordenadas geográficas 17°55′25″N 93°01′25″O / 17.923611, -93.023611, a una elevación de 10 metros sobre el nivel del mar.

## Demografía
Según el Conteo de Población y Vivienda 2020, efectuado por el Instituto Nacional de Estadística y Geografía, la localidad de Boquerón 2.ª Sección (El Barquillo) tiene 1646 habitantes, de los cuales 800 son del sexo masculino y 846 del sexo femenino. Su tasa de fecundidad es de 1.99 hijos por mujer y tiene 459 viviendas particulares habitadas.
| Gráfica de evolución demográfica de Boquerón 2.ª Sección (El Barquillo) entre 1990 y 2020 |
|                                                                                           |
| INEGI.                                                                                    |